# Побугское
Побу́гское (укр. Побузьке)— посёлок, центр Побугской поселковой общины Голованевского района Кировоградской области Украины.

## Географическое положение
Находится на реке Южный Буг.

## История
13 октября 1961 года Побугское получило статус посёлка городского типа.
В 1966 году была построена электростанция.
В 1972 году был введён в эксплуатацию горнообогатительный комбинат, обеспечивавший занятость значительной части населения района.
В 1976 году крупнейшими предприятиями посёлка являлись никелевый завод и консервный завод.
В январе 1989 года численность населения составляла 7355 человек.
В мае 1995 года Кабинет министров Украины утвердил решение о приватизации никелевого завода.
По состоянию на 1 января 2013 года численность населения составляла 6059 человек.

## Экономика
- Побужский ферроникелевый комбинат

## Транспорт
Находится в 26 км от ж.-д. станции Первомайск на Буге (на линии Подгородная — Балта) Одесской железной дороги.